# Keisha Hampton
Pour les articles homonymes, voir Hampton.
Keisha Hampton est une joueuse de basket-ball américaine, née le 22 février 1990 à Philadelphie (Pennsylvanie).

## Biographie

### Carrière universitaire
Née dans une famille très portée sur le basket-ball, elle est formée aux Blue Demons de DePaul où elle inscrit 1574 points en carrière (13,8 points et 4,7 rebonds sur 114 matchs) avec une moyenne en senior 16.6 points par rencontre avant de subir une opération au genou après 12 rencontres. 
Avant cela, elle réussit de belles performances en 2010-2011 pour son année junior avec 31 points face aux Fighting Irish de Notre Dame, 27 points en 23 minutes pour un succès sur le Cardinal de Stanford et 26 points au second tour du tournoi final contre Penn State. 

### Carrière professionnelle
Elle est néanmoins choisie en 22e position de la draft WNBA 2012 par le Storm de Seattle qui rompt son contrat le 19 mai 2013. Son contrat de pré-saison avec le Sun du Connecticut est rompu avant le début de la saison WNBA 2014.
En 2012-2013, elle signe son premier contrat professionnel avec SK Cēsis (18,3 points, 7,0 rebonds, 1,7 passe décisive en 15 matches) qui remporte le champion letton, puis joue l'année suivante en Allemagne avec Saarlouis Royals qui est éliminé au premier tour des play-offs (14,8 points, 5,4 rebonds, 1,1 passe décisive et 1,0 interception en 14 matches),.
Le 1er avril 2014, elle signe un contrat non garanti pour participer au camp d'entraînement du Sun du Connecticut mais n'est pas conservée pour le début de la saison.
Elle survole les débats en Ligue 2 en 2014-2015 avec le club français Dunkerque-Malo (21,8 points, 8,2 rebonds, 3,2 passes décisives et 1,7 interception pour 24,8 d'évaluation sur la saison) avec un titre officieux de meilleure joueuse du championnat et en emmenant son club jusqu'à la troisième place,.
En 2015-2016, elle joue pour le club israélien de Bnot Hertzeliya pour 17,8 points, 6,6 rebonds et 2,8 passes décisives en 25 rencontres, ce qui attire l'attention de la WNBA. Elle y signe son premier contrat avec le Lynx du Minnesota le 30 mars 2016 avec un rôle qui prend progressivement de l'importance au fil de la saison. De son arrivée tardive en WNBA, elle dit : « Je suis entrée par la porte de derrière ». Elle ne s'offusque pas d'un temps de jeu limité derrière Maya Moore (« elle est une des meilleures joueuses du monde et rien que d'être mentionné dans la même phrase qu'elle est une bénédiction »), même s'il pourrait grandir pour reposer les joueuses du Lynx retour du tournoi olympique.
Championne d'Espagne 2019 avec Gérone, elle pour la saison suivante en France à Villeneuve-d'Ascq.

## Sélection nationale
En 2009, elle est membre de la présélection pour le Mondial U19. En 2011, elle dispute le Mondial universitaires.

## Clubs

### NCAA
- 2008-2012 :  Blue Demons de DePaul

### WNBA
- 2016 :  Lynx du Minnesota
- 2017 :  Sky de Chicago

### Étranger
- 2012-2013 :  SK Cēsis
- 2013-2014 :  Saarlouis Royals
- 2014-2015 :  Dunkerque-Malo grand littoral basket club
- 2015-2016 :  Bnot Hertzeliya
- 2018-2019 :  Uni Gérone CB
- 2019-2020 :  Entente sportive Basket de Villeneuve-d'Ascq - Lille Métropole
- 2020-2021 :  CCC Polkowice
- 2021-2022 :  Tango Bourges Basket

## Statistiques

### Universitaires
Les statistiques en matchs universitaires de Keisha Hampton sont les suivantes :
| Saison    | Équipe | Matchs | Titul. | Min./m | % Tir | % 3pts | % LF | Rbds/m. | Pass/m. | Int/m. | Ctr/m. | Pts/m. |
| --------- | ------ | ------ | ------ | ------ | ----- | ------ | ---- | ------- | ------- | ------ | ------ | ------ |
| 2008-2009 | DePaul | 33     | 33     | 22,2   | 41,3  | 32,1   | 73,8 | 4,6     | 1,8     | 1,0    | 0,9    | 10,4   |
| 2009-2010 | DePaul | 33     | 33     | 28,6   | 41,4  | 33,7   | 73,1 | 5,5     | 1,6     | 1,5    | 1,1    | 13,8   |
| 2010-2011 | DePaul | 36     | 36     | 25,8   | 41,6  | 35,6   | 74,6 | 4,9     | 2,5     | 1,7    | 0,8    | 16,0   |
| 2011-2012 | DePaul | 12     | 12     |        | 41,4  | 34,7   | 88,1 | 4,6     | 2,2     | 1,3    | 1,5    | 16,6   |
| Total     |        | 114    | 114    |        | 41,5  | 34,3   | 75,7 | 5,0     | 2,0     | 1,4    | 1,0    | 13,8   |

## Palmarès
- Championne du monde universitaires 2011
- Championne de Lettonie 2013
- Championne d'Espagne 2019
- Championne de France : 2021-22 [14]
- Vainqueur de l'Eurocoupe : 2021-22[15]

## Distinctions individuelles
- Meilleure joueuse de Ligue 2 en 2015[9]
- Meilleur cinq de la Big East 2011[6]
- Second cinq de la Big East 2009[6]
- Meilleur cinq des freshmen de la Big East 2009[6]
- Meilleur cinq académique de la Big East 2009, 2010[6]